# Stefan Witschi
Stefan Witschi (* 9. Mai 1957 in Grosshöchstetten, Kanton Bern) ist ein Schweizer Schauspieler und Hörspielsprecher.

## Leben und Wirken
Stefan Witschi machte seine Theaterausbildung von 1977 bis 1980 an der Zürcher Hochschule der Künste. Von 1980 bis 1981 hatte er Gastengagements am  Theater Orchester Biel Solothurn, am Nationaltheater Mannheim und an den Westfälischen Kammerspielen Paderborn. In der Saison 1981/82 führte ihn ein Engagement an die Städtischen Bühnen Dortmund. Seitdem ist er vorwiegend als freier Schauspieler tätig, engagiert sich viel im französischen Sprachraum und wirkt auch regelmäßig in Fernseh- und Filmproduktionen sowie Hörspielen mit.

## Theater (Auswahl)
- 1980: Norberto Ávila: Hakims Geschichten (Nationaltheater Mannheim)
- 1981: Aristophanes: Der Frieden (Westfälischen Kammerspiele Paderborn)
- 1983: Johann Wolfgang von Goethe: Götz von Berlichingen (Zürcher Wasserkirche)
- 1985: Carl Zuckmayer: Katharina Knie (Zürich, Zirkuszelt)
- 1995: Ilan Hazor: Vermummte (Depot Hardturm Zürich)
- 1995: Eugène Labiche: Das Sparschwein (Theater Basel)

## Filmografie (Auswahl)
- 1990: Eurocops (Fernsehserie, 3 Folgen)
- 1991: Auf der Suche nach Salome (Fernsehserie, 6 Folgen)
- 1993: Tatort: Himmel und Erde (Fernsehreihe)
- 1996: Tatort: Das Mädchen mit der Puppe (Fernsehreihe)
- 1997: Das Leben ist ein Spiel
- 1997: Post Mortem – Der Nuttenmörder (Fernsehfilm)
- 1999: Alles Bob!
- 1999: Operation Phoenix – Jäger zwischen den Welten (Fernsehserie, 1 Folge)
- 1999: Requiem für eine romantische Frau
- 2001: Tatort: Time-Out (Fernsehreihe)
- 2006: Vitus
- 2008: Eine Geschichte mit Hummer (Kurzfilm)
- 2014: Der Kreis

## Hörspiele (Auswahl)
- 2004: Andreas Walser: Ich küsse Dich so ganz – aber so von weit weg und fern und kalt – Regie: Barbara Liebster
- 2005: Sabine Bohnen, Bernd Breitbach: Charlies Himmelfahrt – Regie: Wolfgang Rindfleisch
- 2006: Félix Vallotton: Das mörderische Leben – Regie: Barbara Liebster
- 2017: Gila Lustiger: Die Schuld der anderen – Regie: Barbara Liebster